# María Castaña
María Castaña, també coneguda com a Maricastaña o María Castiñeira, va ser una dona gallega del segle XIV que va liderar una revolta popular contra el poder eclesiàstic.
Va néixer al Coto de Cereixa, a A Pobra do Brollón, però posteriorment es va traslladar a viure a Lugo. L'any 1386 va dirigir una revolta de la ciutat contra l'opressió del bisbe de Lugo, Pedro López de Aguiar, que obligava als ciutadans a fer front a impostos molt elevats. María Castaña va matar, juntament amb els seus cunyats Gonzalo i Afonso Cego, el majordom del bisbe, Francisco Fernández. Un cop finalitzada la revolta van ser empresonats i obligats a donar els seus béns a l'Església.
Degut a aquests fets, María Castaña és una figura històrica, llegendària i literària coneguda a tota la península Ibèrica. També és habitual referir-se a temps remots com "temps de Maria Castaña". Dona nom a carrers de Lugo i A Pobra do Brollón.